# Mauro Mantovani

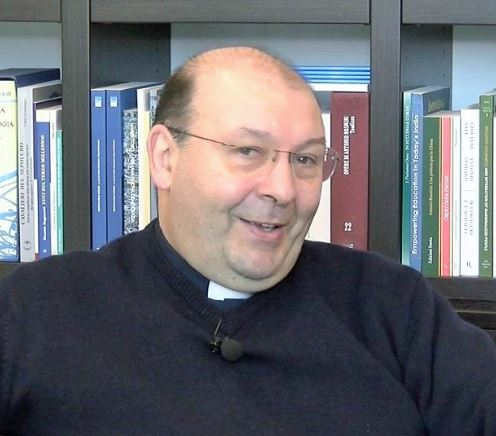
Mauro Mantovani (2021)

Mauro Mantovani SDB (* 3. Januar 1966 in Moncalieri, Piemont) ist ein italienischer Ordensgeistlicher, Professor für Philosophie und ehemaliger Rektor der Salesianeruniversität. Seit 2023 ist er Präfekt der Vatikanischen Apostolischen Bibliothek.

## Leben
Mauro Mantovani trat der Ordensgemeinschaft der Salesianer Don Boscos bei und legte 1986 seine ersten Gelübde ab. Nach dem Studium der Philosophie und Katholische Theologie empfing er 1994 das Sakrament der Priesterweihe. 2006 wurde er in Philosophie und Literatur an der spanischen Universidad Pontificia de Salamanca promoviert. 2011 folgte ein Doktorat in Thomistischer Theologie an der Päpstlichen Universität Heiliger Thomas von Aquin („Angelicum“) in Rom.
2007 wurde Mauro Mantovani zum ordentlichen Professor an die Päpstliche Universität der Salesianer in Rom berufen. Er war Dekan der Philosophischen Fakultät, Dekan der Fakultät für Sozial- und Kommunikationswissenschaften, Vizerektor und von 2015 bis 2021 Rektor der Salesianeruniversität. Zudem ist er Mitglied der Päpstlichen Akademie des hl. Thomas von Aquin und des wissenschaftlichen Ausschusses der Agentur des Heiligen Stuhls für die Evaluation und die Verbesserung der Qualität der kirchlichen Universitäten und Fakultäten (AVEPRO).
Am 13. Februar 2023 wurde Mauro Mantovani von Papst Franziskus zum Präfekten der Vatikanischen Apostolischen Bibliothek (VAB) bestellt, einer der weltweit bedeutendsten Bibliothek mit einem Bestand von über zwei Millionen Büchern und 150.000 alten Handschriftenbänden. Er löst Cesare Pasini ab, der seit 2007 in dem Amt war. Als Präfekt wird Mantovani an der Seite von Erzbischof Angelo Vincenzo Zani, der im September 2022 zum Archivar und Bibliothekar ernannt wurde, die Bibliothek des Vatikans leiten.
Papst Franziskus ernannte ihn am 18. Februar 2023 zum Konsultor des Dikasteriums für die Kultur und die Bildung, nachdem er bereits im Vorjahr zum Konsultor der Kongregation für das katholische Bildungswesen, einer der beiden Vorgängerinstitutionen des Dikasteriums, berufen worden war.